# 天主教比溫巴教區
天主教比溫巴教區（拉丁語：Dioecesis Byumbana）是盧旺達一個羅馬天主教教區，屬基加利總教區。
教區成立於1981年11月5日，位於該國西部省南部。2012年有教友667,181人（佔轄區總人口48.2%）、十七個堂區、五十七名司鐸。現任教區主教為塞維利安·恩扎卡姆韋塔。